# Дюма, Александр (отец)
Алекса́ндр Дюма́ (фр. Alexandre Dumas; 24 июля 1802, Виллер-Котре — 5 декабря 1870, Пюи) — французский писатель, драматург и журналист. Один из самых читаемых французских авторов, мастер приключенческого романа. Две самые известные его книги — «Граф Монте-Кристо» и «Три мушкетёра» — были написаны в 1844—1845 годах. Под именем Дюма вышло огромное количество исторических романов, в написании которых участвовали литературные подёнщики. Всего за авторством Дюма опубликовано не менее 100 000 страниц. Помимо романов, его перу принадлежат также пьесы, статьи и книги о путешествиях.

## Биография
Александр Дюма родился 24 июля 1802 года в семье генерала Тома-Александра Дюма и Марии-Луизы Лабуре, дочери хозяина гостиницы в Виллер-Котре. Дюма считался квартероном, так как его бабушка по отцовской линии Мария-Сессета Дюма была чернокожей рабыней с острова Гаити.

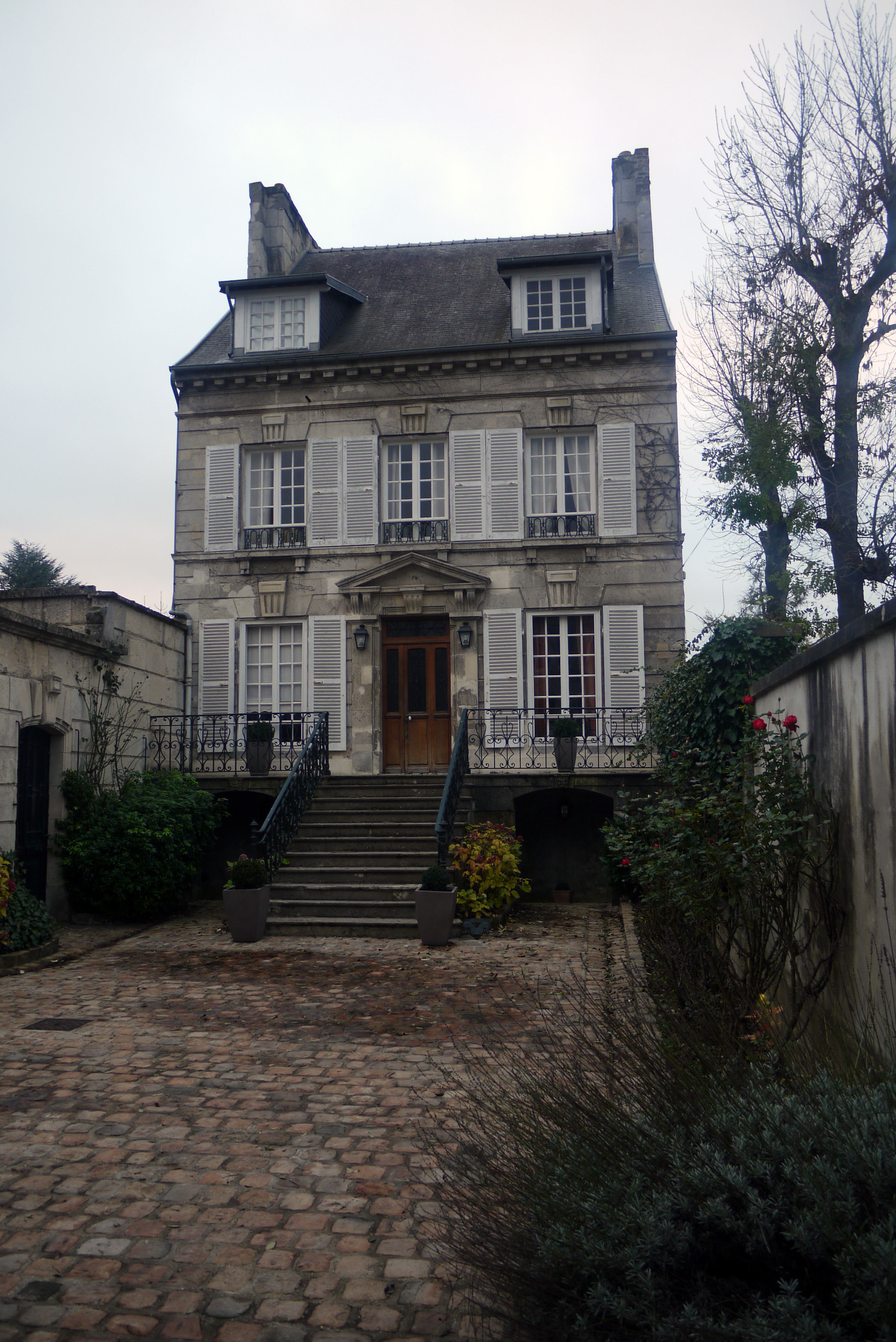
Дом, где родился Дюма (ныне Музей Александра Дюма)

Своё детство, отрочество и юность Дюма провёл в родном городе Виллер-Котре в департаменте Эна. Там он подружился с Адольфом де Лёвеном, своим ровесником, поэтом и завсегдатаем парижских театров. Дюма решил непременно стать драматургом. Без денег и связей, надеясь лишь на старых друзей отца, он решил перебраться в Париж. Двадцатилетнему Александру, не имевшему образования (его козырем был лишь прекрасный почерк), дали должность в Пале-Рояле (Париж) в канцелярии при герцоге Орлеанском, которую помог получить генерал Фуа.
Дюма принялся пополнять своё образование. Один из его знакомых составил для Александра список авторов, которых он был должен прочитать: туда входили книги классиков, мемуары, хроники. Дюма посещал театры с целью изучить профессию драматурга, на одном из спектаклей он случайно познакомился с Шарлем Нодье. Вместе с Лёвеном, считавшим, что успеха легче добиться в лёгком жанре, Дюма сочинил водевиль «Охота и любовь», тот был принят к постановке театром Амбигю.
Однажды на выставке ежегодного Салона Дюма обратил внимание на барельеф с изображением убийства Джованни Мональдески. Прочитав во «Всемирной биографии» статьи о Мональдески и шведской королеве Кристине, Дюма решил написать на эту тему драму. Сначала он предложил сотрудничество Сулье, однако в конце концов каждый решил написать свою «Кристину». Пьеса Дюма понравилась королевскому комиссару при «Комеди Франсез» барону Тейлору, с его помощью «Кристину» приняли при условии, что Дюма её доработает. Однако против постановки драмы возражала всесильная мадемуазель Марс, коньком которой был классический репертуар. Когда же молодой автор наотрез отказался внести по её просьбе исправления в пьесу, мадемуазель Марс сделала всё, чтобы «Кристина» не появилась на сцене «Комеди Франсез».
Дюма, которому надо было содержать мать, а также незаконнорождённого сына Александра, за два месяца написал пьесу на новую тему — драму в пяти актах «Двор Генриха III». Актёры «Комеди Франсез» после читки пьесы в салоне Мелани Вальдор попросили принять её к постановке вне очереди. Премьера прошла успешно 10 февраля 1829 года, и это была победа романтиков в театре, до сих пор считавшемся опорой классицизма. Публика из третьего сословия восприняла спектакль как развенчание авторитета монархии. Стендаль в своей рецензии писал: «В драме, конечно, есть большие недостатки; тем не менее она захватывающе интересна, и представление её можно считать самым замечательным событием этой зимы». И. В. Гёте после её просмотра заметил, что она «превосходна, но публике не по зубам». А вот более современное мнение Андре Моруа:

Была ли его пьеса исторической? Не больше и не меньше, чем романы Вальтера Скотта. История полна тайн. У Дюма всё оказалось ясным и определённым. Екатерина Медичи держала в руках нити всех интриг. Генрих III расстраивал планы герцога де Гиза. Впрочем, Дюма и сам отлично понимал, что в действительности все эти приключения были куда более сложными. Но какое это имело для него значение? Он хотел лишь одного — бурного действия. Эпоха Генриха III с её дуэлями, заговорами, оргиями, с разгулом политических страстей напоминала ему наполеоновскую эпоху. История в обработке Дюма была такой, какой её хотели видеть французы: весёлой, красочной, построенной на контрастах, где Добро было по одну сторону, Зло — по другую. Публика 1829 года, наполнявшая партер, состояла из тех самых людей, которые совершили великую революцию и сражались в войсках империи. Ей нравилось, когда королей и их дела представляли в «картинках героических, полных драматизма и поэтому хорошо им знакомых».

Вслед за «Генрихом III» Дюма пишет ряд известных драм и комедий, пользовавшихся в своё время громкой славой. К ним относятся: «Христина», «Антони», «Кин, или Гений и беспутство», «Нельская башня». Дюма стал завсегдатаем знаменитого салона Нодье в Арсенале, где собирались представители новой школы — романтизма. Он одним из первых обратился к драме из современной жизни, отважился коснуться роли страсти в современном обществе. Новым было и то, что автор наделил современного человека таким накалом чувств, который, по общепринятому мнению, был скорее свойственен эпохе Возрождения. 

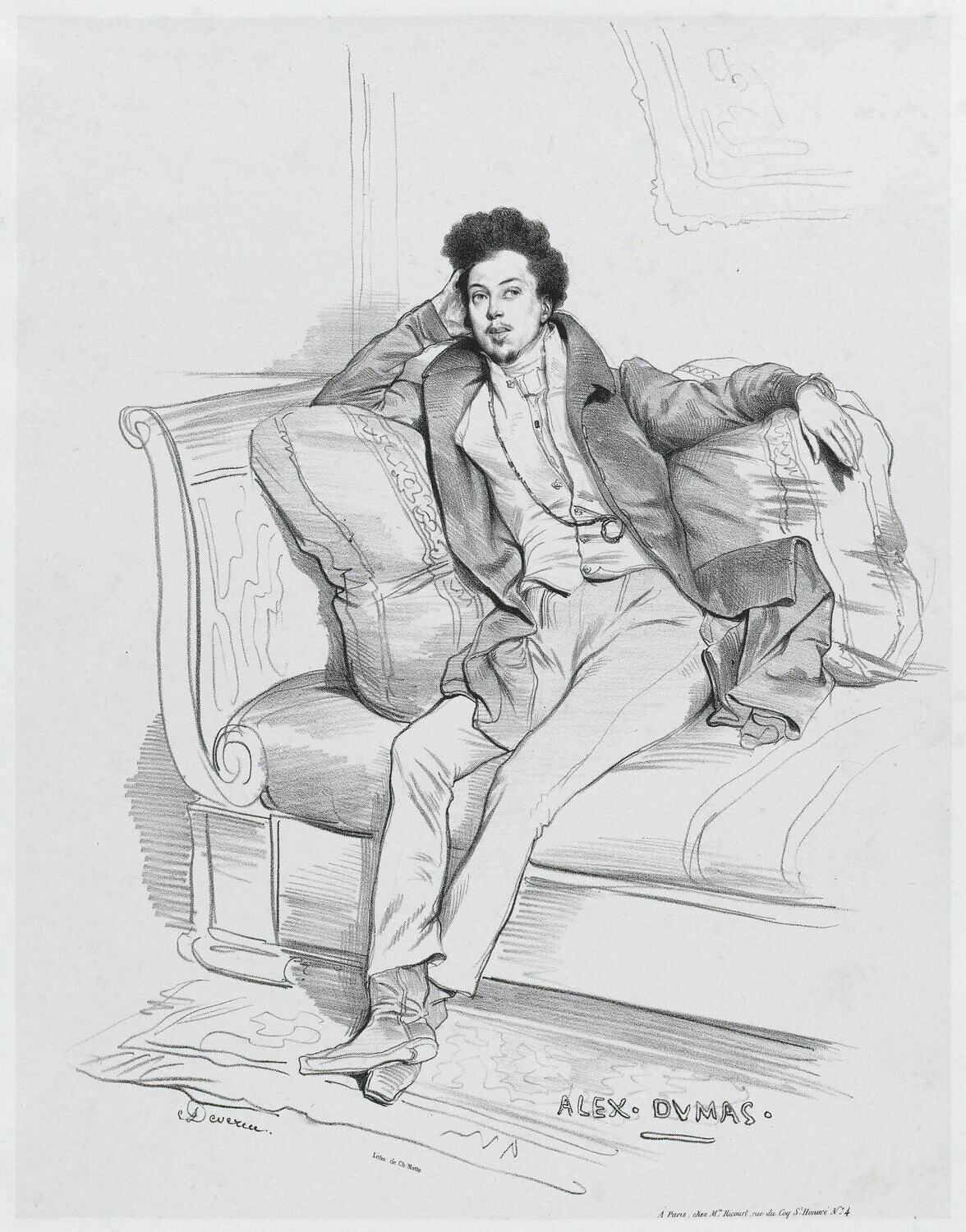
В возрасте 27 лет (зарисовка Ашиля Девериа)

Его пьеса «Антони» была основана на обстоятельствах личной жизни — в то время Дюма переживал страстное увлечение поэтессой Мелани Вальдор, которую вывел в пьесе в образе Адель д’Эрве. Премьера драмы состоялась 3 мая 1831 года в театре Порт-Сен-Мартен с Дорваль и Бокажем в главных ролях и «наделала не меньше шуму, чем премьера „Эрнани“» Гюго.
Летом 1830 года во Франции произошла Июльская революция, свергнувшая Карла X и утвердившая буржуазное королевство. На престол вступил герцог Орлеанский под именем Луи-Филиппа. Александр Дюма был среди повстанцев, штурмовавших королевский дворец Тюильри. С первых же дней революции Александр Дюма принял деятельное участие в общественной жизни и выполнил несколько важных поручений генерала Лафайета, стоявшего тогда во главе Национальной гвардии.
5 июня 1832 года в Париже хоронили генерала Ламарка. Дюма, который был лично знаком с ним, по просьбе родственников покойного генерала возглавил колонну артиллеристов, следовавшую за траурным катафалком. Когда полиция стала разгонять толпу, произошло то, чего и следовало ожидать: траурное шествие послужило началом революционного восстания. Через несколько дней оно было жестоко подавлено. Одна из роялистских газет напечатала ложное сообщение о том, что Александр Дюма с оружием в руках был схвачен полицейскими и в ту же ночь расстрелян. В действительности этого не произошло, но Дюма угрожал арест. По совету друзей он покинул Францию и отправился в Швейцарию, где прожил несколько месяцев, подготавливая к изданию свой первый историко-публицистический очерк «Галлия и Франция» (1833).
В 1830-х годах у Дюма возник замысел воспроизвести историю Франции XV—XIX веков в обширном цикле романов, начало которому было положено романом «Изабелла Баварская» (1835). Исторической основой послужили записки Фруассара, «Хроника времён Карла VI» Ювенала Юрсина, «История герцогов Бургундских» Проспера де Баранта.

В 1840 году Дюма женился на актрисе Иде Ферье, продолжая при этом быть в связи со многими другими женщинами (Белль Крельсамер, от которой он официально имел дочь Мари Александрин, Селестой Скриванек, Луизой Бодуэн, Анной Бауэр, Беатрис Пьерсон). Супруги фактически расстались в 1844 году, но развод так и не был оформлен. 

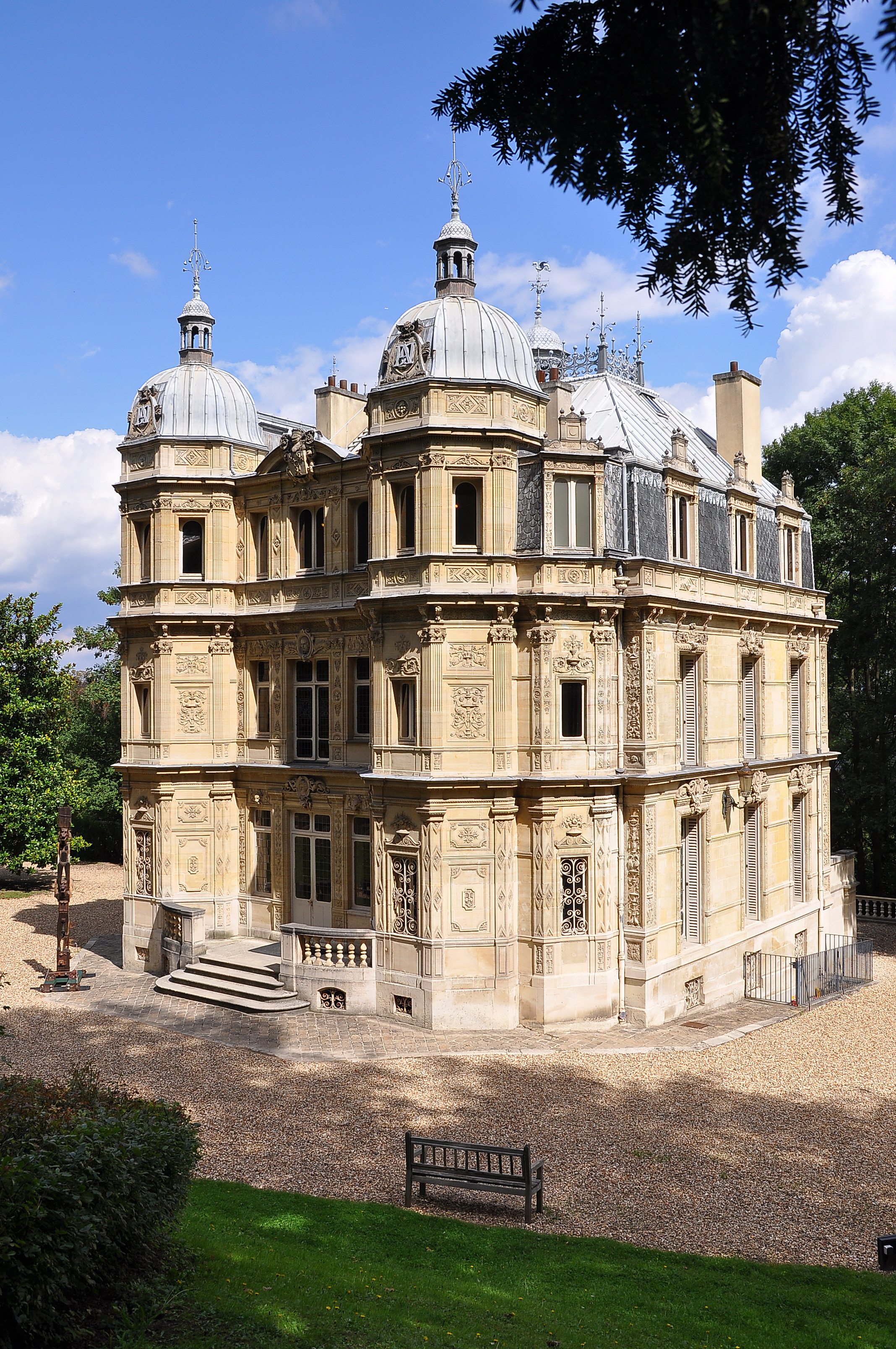
Усадьба Монте-Кристо

В марте 1845 года Эмиль де Жирарден и Луи-Дезире Верон договорились с Дюма о приобретении 9 томов в год по цене 3500 франков за каждый на протяжении следующих пяти лет. Вместе с изданием для читальных залов и правами на публикацию за рубежом сумма контракта достигала 144 тысяч франков. Дюма много зарабатывал, но много и тратил, чтобы вести роскошный образ жизни. В 1847 году им была отстроена усадьба (шато) около Порт-Марли, названная Монте-Кристо. Издавал журналы и создал собственный Исторический театр (оба эти предприятия закончились неудачно). После переворота 1851 года оказался в опале, от кредиторов бежал в Брюссель, где начал писать мемуары, которые по своим художественным достоинствам не уступают его лучшим беллетристическим сочинениям.
В 1853 году, вернувшись в Париж, основал газету «Мушкетёр» (просуществовавшую до 1857 года), в которой печатал свои мемуары. 1850-е годы в творчестве Дюма ознаменовались интересом к России — и в особенности к творчеству Михаила Лермонтова: в своей газете «Мушкетёр» Дюма напечатал с продолжением перевод «Героя нашего времени» и лично перевёл на французский несколько лермонтовских стихотворений.
Во время борьбы за объединение Италии Дюма провёл три года в этой стране, где издавал газету Indipendente; поддерживал дружеские отношения с Гарибальди (собратом по масонской ложе). В конце жизни Дюма — известный в своё время гурман — работал над поваренной книгой («Большой кулинарный словарь»).
Известие о первых поражениях французов во время франко-прусской войны Дюма воспринял как личное горе. Вскоре его настиг первый удар. Полупарализованный, он успел добраться до дома сына под Дьепом, где и скончался через несколько месяцев. После смерти был похоронен в коммуне Виллер-Котре. В 2002 году прах Дюма был перенесён в парижский Пантеон.

### Путешествие по России
По предложению графа Кушелева писатель совершил в 1858—1859 годах поездку в Россию, проследовав из Санкт-Петербурга вниз по Волге до Астрахани и дальше на Кавказ.
Третье (жандармское) отделение царской канцелярии установило за писателем негласное наблюдение. Жандармский генерал Перфильев в одном из докладов писал: «Он имеет страсть приготовлять сам на кухне кушанья и, говорят, мастер этого дела». Надзор за Дюма в одном из донесений характеризовался как «самое аккуратное секретное наблюдение». В Тифлисе к Дюма был приставлен переводчиком и путеводителем жандармский агент, что позволило избежать полицейского наблюдения и было более эффективным. За путешествием Дюма следил и император Александр II — ему докладывал шеф жандармов князь В. А. Долгоруков. Сам Дюма не догадывался о жандармском наблюдении за ним, не знали о нём и биографы писателя.
В Нижнем Новгороде, в доме местного губернатора А. Н. Муравьёва, Дюма встретился с прототипами его «русского» романа «Учитель фехтования» — декабристом И. А. Анненковым и его женой Полиной, встреча произвела на писателя большое впечатление.

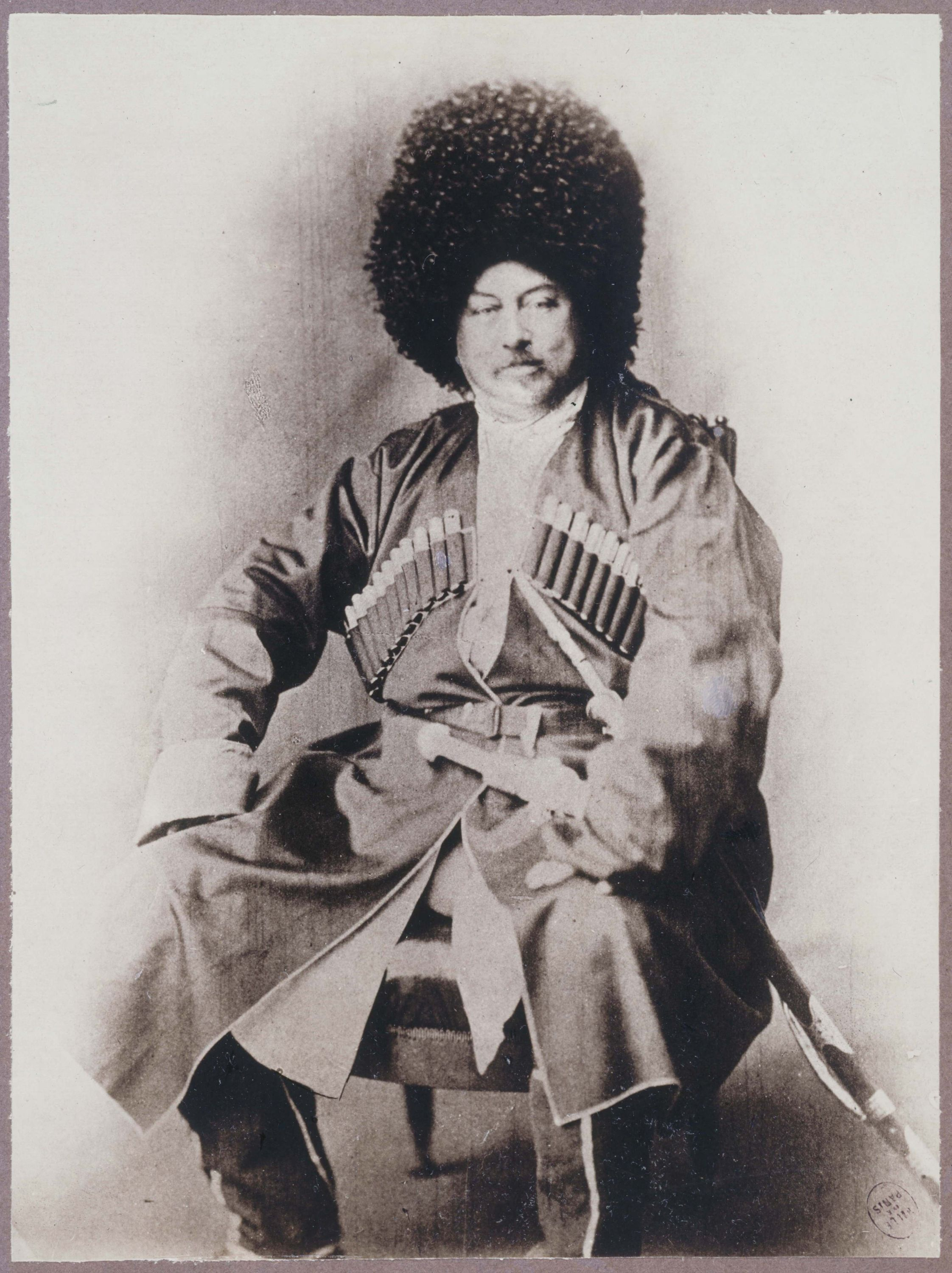
Александр Дюма в в кавказкой черкеске и папахе во время путешествия по Кавказу

Готовясь к поездке, Дюма прочитал изданную в 1826 году книгу Жака-Франсуа де Гамба «Путешествие в южную Россию и в особенности Закавказские провинции, совершённое с 1820 по 1824 годы шевалье Гамба, консулом короля в Тифлисе».
Во время пребывания Дюма на Кавказе во Франции распространились слухи о его смерти, которые были опровергнуты редакцией издаваемого им журнала «Монте-Кристо» (фр. Monte Cristo) публикацией фотографии писателя, сделанной в Астрахани. Сам Дюма узнал о французских слухах из газеты «Петербургские ведомости» и в письме своему знакомому поэту и романисту Жозефу Мери (Joseph Mery) попросил того опубликовать опровержение. Это был уже не первый случай распространения ложных слухов о смерти писателя.
Вернувшись домой, А. Дюма в апреле-мае 1859 года издавал газету «Кавказ» (фр. Le Caucase : journale de voyage et romans) со своими путевыми заметками из путешествия по Кавказу: её номера выходили ежедневно с 16 апреля по 15 мая 1859 года — всего 30 выпусков. В том же году он издал книгу «Кавказ» (Le Caucase ou Voyage au Caucase), в которой изложены те же заметки; в 1858—1859 годах вышли ещё две книги о путешествии по России: вместе они составляли трилогию, хотя их тексты не были связаны между собой. С этими тремя книгами есть некоторая путаница из-за того, что разные издания отличались названиями и содержанием, например, книга «Впечатления о поездке в Россию», изданная в 1858 году (тогда Дюма был ещё в России), содержали текст, который был напечатан в том же году ранее в двух книгах: «Письма из Санкт-Петербурга» и «Из Парижа в Астрахань». В общей сложности о своём путешествии по России Дюма издал семь томов.
Большая часть «Кавказа» Дюма описывает Грузию, остальные территории региона занимают гораздо меньшее место в книге. Роман был переведён на русский язык П. И. Риборовским, этот перевод опубликован в Тифлисе в 1861 году. Одно из современных переизданий: Дюма, А. Путевые впечатления : В России.. — Ладомир, 1993. — 1340 с. — ISBN 5-86218-038-9..
Все книги Дюма о путешествии по России содержат отголоски политической повестки российского общества тех лет и являются достоверными и одновременно высокохудожественными произведениями, по степени достоверности они намного превышают мемуарные публикации о России других французских авторов XIX века.
В новом французском издании «Путешествие на Кавказ» (Le voyage au Caucase, 2002) впервые напечатаны чёрно-белые иллюстрации сопровождавшего А. Дюма в его путешествии Жан-Пьера Муане и князя Г. Гагарина.
Помимо наблюдений за жизнью в России, во время этого путешествия Дюма с помощью Д. В. Григоровича и других русских писателей перевёл на французский много произведений русских писателей и поэтов, среди которых ода Пушкина «Вольность», роман Лермонтова «Герой нашего времени» и несколько его стихотворений, роман Лажечникова «Ледяной дом», повести А. А. Бестужева-Марлинского, и, по возвращении во Францию, издал эти переводы. Позже он включил некоторые из них в антологию русской литературы начала XIX века собственного издания.
В тексте романа «Кавказ» было впервые напечатано переведённое на французский стихотворение Лермонтова «Раненый» (до того момента оно ещё не было напечатано и на русском языке).
О пребывании Дюма в России в 1937 году вышла работа С. Дурылина (опубликована в издававшемся в Москве журнале «Литературное наследство», т. 31-32, ч. 2, с. 491—562), написанная в том числе на основе архивных документов III отделения царской жандармерии, осуществлявшего тайный надзор за писателем во время его поездки по России.
В юмористической форме о кавказских приключениях писателя и местном гостеприимстве рассказывается в советском фильме 1979 года «Дюма на Кавказе», где главную роль исполнил Карлис Себрис.

## Произведения

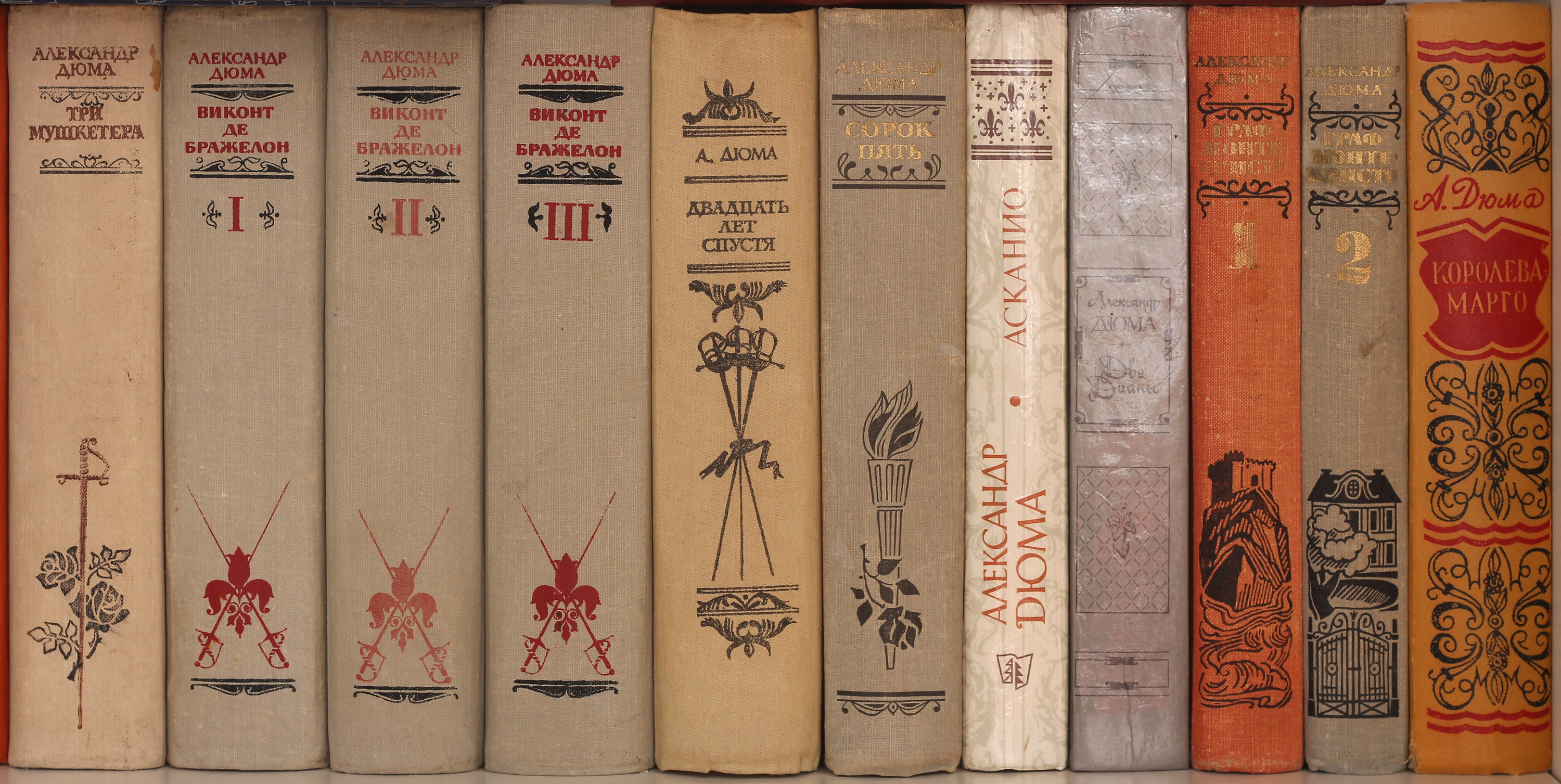
Разные сочинения А.Дюма на книжной полке. Издания 1960-х — 1980-х годов

Пьесы молодого Дюма, принёсшие ему славу в годы запоздалого вторжения романтизма на парижскую сцену, не отличались художественным совершенством, но он, как никто другой, владел умением держать внимание публики с первого до последнего акта и сочинять эффектные реплики под занавес. Его имя на афише для директоров театров означало большие сборы, а для других драматургов он стал соавтором, способным привести к успеху самые неудачные пьесы. Однако ещё при жизни автора пьесы вышли из моды и перестали ставиться.
Во второй четверти XIX века драмы Дюма успешно ставились за рубежом. Так, петербургские премьеры обычно следовали за парижскими с промежутком всего в несколько месяцев. В своих воспоминаниях А. М. Каратыгина писала: «14-го октября 1829 года играна на нашей сцене первая пиеса А. Дюма „Генрих III и его двор“. Герцога и герцогиню де Гиз играли муж мой и я; успех был колоссальный». Каратыгина также указывала на значение драматургии французского писателя для русского театра: «Эти пиесы произвели совершенный переворот на нашей сцене, на которой до тех пор господствовал классицизм, а с тех пор вытеснен был романтизмом».
Более долговечный успех сопутствовал романам Дюма, которые охватывают множество эпох и стран — от Римской империи времён Нерона («Актея») до современной ему России («Учитель фехтования» — роман о декабристах, запрещённый в николаевской России). Выделяются циклы произведений: о последних королях династии Валуа и их придворных, о мушкетёрах середины XVII века, о дворе Марии-Антуанетты (восемь книг), о наполеоновской Франции (не завершён). Романы Дюма переведены на множество языков и продолжают ссужать сюжетный материал для многочисленных адаптаций, включая кинематографические.
В 1840-е и 1850-е гг. Дюма работал в бешеном темпе. Поскольку платили ему построчно, каждый день из-под его пера выходило около 24 тысяч букв или 500 строк свежего текста. Новые главы появлялись по мере публикации предшествующих. Иногда у него в работе находилось одновременно несколько романов, которые печатались конкурирующими изданиями. Он писал не только о вещах относительно правдоподобных, но и откровенно фантастических (как, например, об оборотнях).
- 1898 Корсиканские братья / The Corsican Brothers, Великобритания, режиссёр Джордж Альберт Смит
- 1898 Состязание по фехтованию из Трёх мушкетёров / Fencing Contest from «The Three Musketeers — немой, Великобритания, режиссёр Уильям Джексон
- 1902 Корсиканские братья / The Corsican Brothers, Великобритания, режиссёр 
Дикки Уинслоу
- 1903 Три мушкетёра /  Les Trois Mousquetaires, Франция
- 1903 Мушкетёры королевы[фр.], Франция,  режиссёр Жорж Мельес
- 1908 Граф Монте-Кристо[итал.],  США, режиссёры Френсис Боггс[англ.], Томас Персонс, в главной роли — Хобарт Босворт[англ.]
- 1908 Граф Монте-Кристо[итал.], Италия, режиссёр Луиджи Маджи
- 1908 Узник замка ИФ (Неудавшийся побег) / Le Prisonnier du Château d’If (Une évasion manquée), Франция, режиссёр Викторен Жассе
- 1908 Корсиканские братья / The Corsican Brothers, США
- 1909 Мушкетёры королевы[фр.] — немой, Франция, режиссёр Жорж Мельес
- 1909 Три мушкетёра[итал.], Италия,  режиссёр Марио Казерини
- 1909 Железная маска[итал.], Италия, режиссёр Оресте Ментасти[итал.]
- 1909 Нельская башня[фр.], Франция, режиссёр Альбер Капеллани
- 1909 Ожерелье королевы / Le Collier de la reine, Франция, режиссёры Луи Фейяд,Этьенн Арно[фр.]
- 1910 Королева Марго[фр.], Франуия,  режиссёр Камилл де Морлон[фр.]
- 1910 Граф Монте-Кристо / Count of Monte Christo, США
- 1910 Кин[дат.], Дания, режиссёр Хольгер Расмуссен[англ.]
- 1911 Три мушкетёра / he Three Musketeers, США, часть1 и часть 2 ,режиссёр Джеймс Сирл-Доули, в роли д’Артаньяна — Сидней Бут
- 1911 Монте-Кристо / Monte Christo, США
- 1912 Граф Монте-Кристо[фр.], США,  режиссёры Колин Кэмпбелл, в главной роли Хобарт Босворт[англ.]
- 1912 Монте-Кристо / Il conte di Montecristo, Италия режиссёр Джузеппе де Лигоро[итал.].
- 1912 Корсиканские братья / The Corsican Brothers, США, режиссёры Джеймс Сирл-Доули, Оскар Апфель[англ.]
- 1912 Дело об ожерелье королевы / L'affaire du collier de la reine, Франция, режиссёр Камилл де Морлон[англ.]
- 1912 Три мушкетёра, Франция, режиссёры Андре Кальметт и Анри Пукталь[фр.]
- 1913 Мушкетёр / I moschettieri, Италия
- 1913 Храбрец Д’Артаньян
- 1913 Граф Монте-Кристо[англ.], США, режиссёры Джозеф Голден[англ.], Эдвин Портер
- 1913 Граф Монте-Кристо / Le Comte de Monte-Cristo, Франция, режиссёр Мишель Карре
- 1913 Графиня де Монсоро[фр.]», Франция, режиссёр Эмиль Шотар[англ.]
- 1913  «Графиня де Монсоро[итал.]», Франция, режиссёр Морис Турнёр
- 1914 Три мушкетёра / The Three Musketeers — немой, США, режиссёр Чарльз Хенкел
- 1914 Королева Марго[фр.], Франция, 1914, режиссёр Анри Дефонтен[фр.]
- 1914 Шевалье де Мезон-Руж[фр.], Франция, режиссёр Альбер Капеллани
- 1914 Современный Монте-Кристо / Monte Cristo Up-to-Date, Франция
- 1915 Корсиканские братья / The Corsican Brothers, США, режиссёр Джордж Лесси[фр.]
- 1915 Корсиканские братья в курсе событий / The Corsican Brothers Up to Date, США, режиссёр Чарльз Хатчисон[англ.]
- 1915 Полина / Paolina, Италия, режиссёр Витале де Стефано[итал.]
- 1915 Мёртвая рука графа Монте-Кристо / Die Totenhand des Grafen von Monte Cristo, Германия, режиссёр Ганс Отто Лёвенштайн[англ.]
- 1916 Три мушкетёра / The Three Musketeers (D’Artagnan) — немой, США, режиссёр Чарльз Свикард[англ.]
- 1916 Кин, гений и беспутство / Kean (Genio e sregolatezza), Италия, режиссёр Армандо Брунеро
- 1916 Дочь короля[англ.]  (по роману «Дочь регента», Великобритания, режиссёр Морис Элвей[англ.]
- 1917 Корсиканские братья[фр.], Франция, режиссёр Андре Антуан
- 1917 Современный Монте-Кристо[англ.], США, режиссёр Юджин Мур
- 1917 Мадам Дюбарри[англ.], США, режиссёр Джеймс Гордон Эдвардс в главной роли Теда Бара
- 1917 Парижские могикане[итал.], Италия, режиссёр Леопольдо Карлуччи
- 1918 Граф Монте-Кристо[фр.],  режиссёр Анри Поуктал[фр.] (15 эпизодов),
- 1918 Мадемуазель Монте-Кристо / Mademoiselle Monte Cristo, Италия, режиссёр Камилло де Рисо[нем.]
- 1918 Три мушкетёра / Le tre moschettiere — немой, Италия, режиссёр Рикардо Толентино[англ.]
- 1919 Мадам Дюбарри[нем.], Германия, режиссёр Эрнст Любич, в главной роли Пола Негри
- 1920 Корсиканские братья[англ.], США, режиссёр Колин Кэмпбелл
- 1920 Германн, Италия, режиссёр Орландо Риччи. По пьесе «Граф Германн»
- 1920 Праздник чёрного тюльпана / Das Fest der schwarzen Tulpe, Германия, режиссёры Мария Луиза Друп, Мухсин Эртугрул
- 1921 Кин[нем.], Германия, режиссёр Рудольф Бибрах[нем.]
- 1921 Сафо[нем.], Германия, режиссёр Дмитрий Буховецкий
- 1921 Чёрный тюльпан[англ.], Великобритания, Нидерланды, режиссёры Мориц Бингер, Фрэнк Ричардсон
- 1921 Три мушкетёра, США, режиссёр Фред Нибло
- 1921 Три мушкетёра, Франция, киносериал, режиссёр  Анри Диаман-Берже[фр.]
- 1921 Граф Монте-Кристо / Der Graf von Monte Cristo, Германия, Австрия
- 1922 Монте-Кристо, США, режиссёр Эмметт Дж. Флинн[англ.]
- 1922 Сценический роман[англ.], США, режиссёр Герберт Бренон По пьесе «Кин»
- 1922 Дочь бригадира / Die Tochter des Brigadiers, Германия, режиссёр Фридрих Поргес[англ.]. По пьесе «Мадемуазель де Бель-Иль»
- 1922 Три пройдохи / he Three Must-Get-Theres, США, режиссёр Макс Линдер. (Три мушкетёра)
- 1922 Двадцать лет спустя[фр.], Франция, киносериал, режиссёрАнри Диаман-Берже[фр.]
- 1923 Миледи / Milady — немой, Франция, режиссёр Анри Диаман-Берже[фр.]
- 1923 Человек в железной маске[нем.] /Der Mann mit der eisernen Maske, Германия, режиссёр Макс Гласс[нем.].
- 1923 Графиня де Монсоро[фр.], Франция, режиссёр  Рене Ле Сюмптьер[фр.], в главной роли Женевьева Феликс[фр.]
- 1923 Быстро шагающий[англ.] (Современный Монте-Кристо) / Stepping Fast (A Modern Monte Cristo), США, режиссёр  Джозеф Франц[англ.].
- 1924 Кин, или Гений и беспутство[фр.], Франция, режиссёр Александр Волков
- 1924 Генрих, король Наваррский[англ.], Великобритания, режиссёр Морис Элви. В роли Генриха IV — Мэтисон Лэнг[англ.]
- 1925 Нельская башня[фр.] / La torre di Nesle, Италия, режиссёр Фебо Мари[итал.]
- 1925 Рассказ о Монте-Кристо / Account of Monte Cristo, США, режиссёр Эдвард Людвиг.
- 1927  Граф де Маравилас / El conde de Maravillas, Испания, режиссёр Хосе Бучс[исп.] (по роману Шевалье д’Арманталь)
- 1928  Человек в железной маске[фр.] / The Man in the Iron Mask, Великобритания, режиссёры  Джордж Дж. Бенфилд[англ.], Лесли Эвели
- 1929 Монте-Кристо[фр.] / Monte Cristo (немой), Франция, режиссёры Анри Фекур, Арман Салакру
- 1929 Человек, который не любит[нем.] / Der Mann, der nicht liebt (по пьесе«Кин») (немой), Германия, Франция, режиссёр Гуидо Бриньоне
- 1929 Ожерелье королевы[фр.] / Le Collier de la reine, Франция, режиссёры Гастон Равель, Тони Лекейн
- 1929 Железная маска, США, режиссёр Аллан Двон
- 1929 Королевская ложа[нем.] / Die Königsloge (по пьесе «Кин»), США (на немецком языке), режиссёр Брайан Фой[нем.]
- 1932 Три мушкетёра[фр.] / Les Trois Mousquetaires, Франция, режиссёр Анри Диаман-Берже[фр.] (2 серии)
- 1932 Графиня Монте-Кристо / Die Gräfin von Monte-Christo, Германия, режиссёр Карл Хартль
- 1933 Три мушкетёра[англ.] / The Three Musketeers, сериал, США, режиссёры Арман Шефер[англ.], Колбер Кларк[англ.]. Фильм снят по мотивам книги
- 1934 Граф Монте-Кристо, США, режиссёр Роулэнд Ли
- 1934 Графиня Монте-Кристо[англ.] / The Countess of Monte Cristo, США, режиссёр Карл Фройнд
- 1934 Четыре мушкетёра[фр.] / Les Quatre Mousquetaires, Бельгия, режиссёр Гастон Шукенс[фр.]
- 1935 Три мушкетёра / The Three Musketeers , США, режиссёр Роулэнд Ли
- 1936 Три мушкетёра[итал.] / I quattro moschettieri, мультфильм, Италия, режиссёр Карло Кампогаллиани
- 1936 Три слепых мышкетёра[англ.] / Three Blind Mouseketeers, мультфильм, США, режиссёры Дэвид Хэнд, Джек Каттинг[англ.], эпизод сериала Глупая симфония)[англ.]
- 1937 Чёрный тюльпан[англ.] / The Black Tulip, великобритания, режиссёр  Алекс Брюс[англ.]
- 1937 Нельская башня[фр.] / La Tour de Nesle, Франция, режиссёр Гастон Руде[фр.]
- 1938 Три мушкетёра, мультфильм, СССР, режиссёр Иван, Иванов-Вано
- 1939 Три мушкетёра / The Three Musketeers, США, режиссёр Аллан Двон
- 1939 Человек в железной маске / The Man in the Iron Mask, США, режиссёр Джеймс Уэйл
- 1939 Корсиканские братья[фр.] / Frères corses, Франция, режиссёры Жео Кельбер, Роберт Сиодмак
- 1940 Воспитанницы Сен-Сирского дома / Le educande di Saint-Cyr, Италия, режиссёр Дженнаро Ригелли[итал.]
- 1940 Кин[итал.] / Kean, режиссёр Гуидо Бриньоне
- 1940 Сын Монте-Кристо / The Son of Monte Cristo, США, режиссёр Роулэнд Ли
- 1940 Алмазный рубеж[англ.] / Diamond Frontier (Современный Монте-Кристо), США, режиссёр Харольд Шустер[исп.]
- 1940 Идеальный сын[англ.] / Uthama Puthiran, Индия (на тамильском языке), режиссёр Т. Р. Сундарам[англ.] (по роману «Виконт де Бражелон»)
- 1941 Корсиканские братья[англ.] / The Corsican Brothers, режиссёр Грегори Ратофф
- 1942 Граф Монте-Кристо / El conde de Montecristo, Мексика, режиссёры Роберто Гавальдон, Чано Уруэта[исп.]
- 1942 Три мушкетёра[исп.] / Los tres mosqueteros, Мексика, режиссёр Мигель М. Дельгадо[исп.]
- 1942 Луиза Санфеличе[англ.] / Luisa Sanfelice, Италия, режиссёр Лео Менарди[итал.]
- 1943 Граф Монте-Кристо[фр.] / Le Comte de Monte-Cristo, Франция, Италия, режиссёры Ферруччо Серио[фр.], Робер Верне
- 1943 Благородный разбойник[фр.] / Le Brigand gentilhomme, Франция, по роману «Сальтеадор»),  режиссёр Эмиль Кузине[фр.]
- 1943 Человек в железной маске / El hombre de la máscara de hierro, Мексика, режиссёр Марко Аурелио Галиндо[исп.]
- 1946 Три мушкетёра[исп.] / Los tres mosqueteros, Аргентина, Уругвай, режиссёр  Хулио Сарасени[исп.]
- 1946 Боевой гвардеец[англ.] / The Fighting Guardsman, США, режиссёр Генри Левин (по роману «Соратники Иегу»
- 1946 Жена Монте-Кристо[англ.] / The Wife of Monte Cristo, США, режиссёр Эдгар Дж.Ульмер (фильм снят по мотивам романа)
- 1946 Возвращение Монте-Кристо[англ.] / The Return of Monte Cristo, США, режиссёр Генри Левин
- 1946 Дорога в Сакраменто[фр.] / Camino de Sacramento, Мексика, режиссёр Чано Уруэта[исп.]
- 1948 Три мушкетёра / he Three Musketeers, США, режиссёр Джордж Сидни
- 1948 Принц воров[англ.] / The Prince of Thieves, США, режиссёр Ховард Брезертон[англ.] (Номинально по роману Робин Гуд — принц отверженных)
- 1948 Графиня Монте-Кристо[англ.] / The Countess of Monte Cristo, США, режиссёры Фред де Кордова, Эндрю Л. Стоун, в главной роли Хени
- 1948 Тайна Монте-Кристо[англ.] / Le Secret de Monte-Cristo, Франция, режиссёр  Альбер Валентен[фр.]
- 1949 Чёрная магия / Black Magic, США, Италия, режиссёр Грегори Ратофф (по роману «Жозеф Бальзамо»
- 1949 Кин / Kean (ТВ), Франция, режиссёр Леон Рут, в роли Кина — Пьер Брассёр
- 1949 Сокровище Монте-Кристо[англ.], США, режиссёр Уильям Берк[англ.]
- 1950 три мушкетёра (Клинки мушкетёров; Шпага д’Артаньяна) / The Three Musketeers (Blades of Musketeers; The Sword of D’Artagnan) — (ТВ), США, режиссёр Бадд Беттикер (эпизод телесериала Театр Магнавокс[англ.]
- 1950 Сын д'Артаньяна[итал.] / Il figlio di d'Artagnan, Италия, режиссёр Риккардо Фреда
- 1950 Все за одного / Todos Por Um, Бразилия, режиссёр Жозе Кажадо Фильо
- 1950 Граф Монте-Кристо (Амир эль-Интекам), / Amir el-Inteqam, Египет, режиссёр Генри Баракат[англ.]
- 1951 Маска мстителя[англ.] / Mask of the Avenger, США, режиссёр Фил Карлсон
- 1951 Меч Монте-Кристо[англ.] / The Sword of Monte Cristo, США, режиссёр Морис Герати
- 1951 Мария Монте-Кристо[исп.] / María Montecristo, Мексика, режиссёр Луис Сесар Амадори[исп.]
- 1952 Палач из Лилля. Миледи и мушкетёры[итал.]  — Италия — Франция, режиссёр Витторио Коттафави[итал.]
- 1952 Разбойник[англ.], США, режиссёр Фил Карлсон
- 1952 Леди в железной маске[англ.] / Lady in the Iron Mask — США, режиссёр Ральф Мёрфи[англ.]
- 1952 На кончике шпаги[англ.] (Сыновья мушкетёров) / At Sword’s Point (Sons of the Musketeers) — США, режиссёр Льюис Аллен
- 1952 Меч наносит удар / The Sword Strikes («Виконт де Бражелон»)(ТВ), США, режиссёр Ричард Ирвинг[англ.], эпизод сериала Театр Шеврона[англ.]
- 1952 Три мушкетёра (ТВ), Великобритания, эпизод телесериала Чем это закончится / How Does It End?
- 1952 Граф Монте-Кристо (ТВ), Великобритания, эпизод телесериала Чем это закончится / How Does It End?
- 1953 Тайны Версаля
- 1953 Три мушкетёра[фр.] / Les trois mousquetaires — Франция — Италия, режиссёр Андре Юнебель.
- 1953 Граф Монте-Кристо[исп.] / El conde de Montecristo , Мексика — Аргентина режиссёр Леон Климовский[исп.]
- 1954 Граф Монте-Кристо
- 1954 Королева Марго
- 1959 Три мушкетёра
- 1961 Три мушкетёра
- 1961 Месть миледи
- 1962 Железная маска
- 1963 Сирано и Д’Артаньян
- 1971 Графиня де Монсоро (сериал из 7 частей)
- 1973 Жозеф Бальзамо (сериал из 7 частей)
- 1973 Три мушкетёра
- 1974 Три мушкетёра
- 1974 Четыре мушкетёра: Месть миледи
- 1974 Четыре мушкетёра
- 1974 Четверо против кардинала
- 1975 Граф Монте-Кристо
- 1977 Человек в железной маске
- 1979 Д’Артаньян и три мушкетёра
- 1979 Пятый мушкетёр
- 1984 Корсиканские братья
- 1989 Возвращение мушкетёров
- 1989 Узник замка Иф
- 1992 Мушкетёры двадцать лет спустя
- 1992 Эротические приключения трёх мушкетёров
- 1992 Тайна королевы Анны, или Мушкетёры тридцать лет спустя
- 1993 Три мушкетёра
- 1994 Дочь д’Артаньяна
- 1994 Круг мушкетёров
- 1994 Королева Марго
- 1996—1997 Королева Марго
- 1997 Графиня де Монсоро
- 1998 Человек в железной маске
- 2001 Мушкетёр
- 2002 Капитан корабля Золотая Черепаха / Chúa tàu Kim Quy, Вьетнам, режиссёр Хо Нгок Сум[вьет.]
- 2009 Возвращение мушкетёров, или Сокровища кардинала Мазарини
- 2011 Мушкетёры (в 3D)
- 2014 Мушкетёры (телесериал)

## Соавторы
В конце 1830-х гг. французские газеты для увеличения числа подписчиков практиковали публикацию романов с продолжением. Дюма был одним из самых желанных писателей для издателей газет: его книги пользовались огромной популярностью, его имя привлекало массу читателей. Один из сотрудников Дюма, Жерар де Нерваль, познакомил его с малоизвестным историком и литератором Огюстом Маке, и под его влиянием Дюма решил обратиться к жанру историко-авантюрного романа, в котором реалии минувших эпох служат фоном для приключений героев. Дюма переделал пьесу Маке «Карнавальный вечер» («Батильда»), отвергнутую Антенором Жоли, и она была принята к постановке театром Ренессанс. 

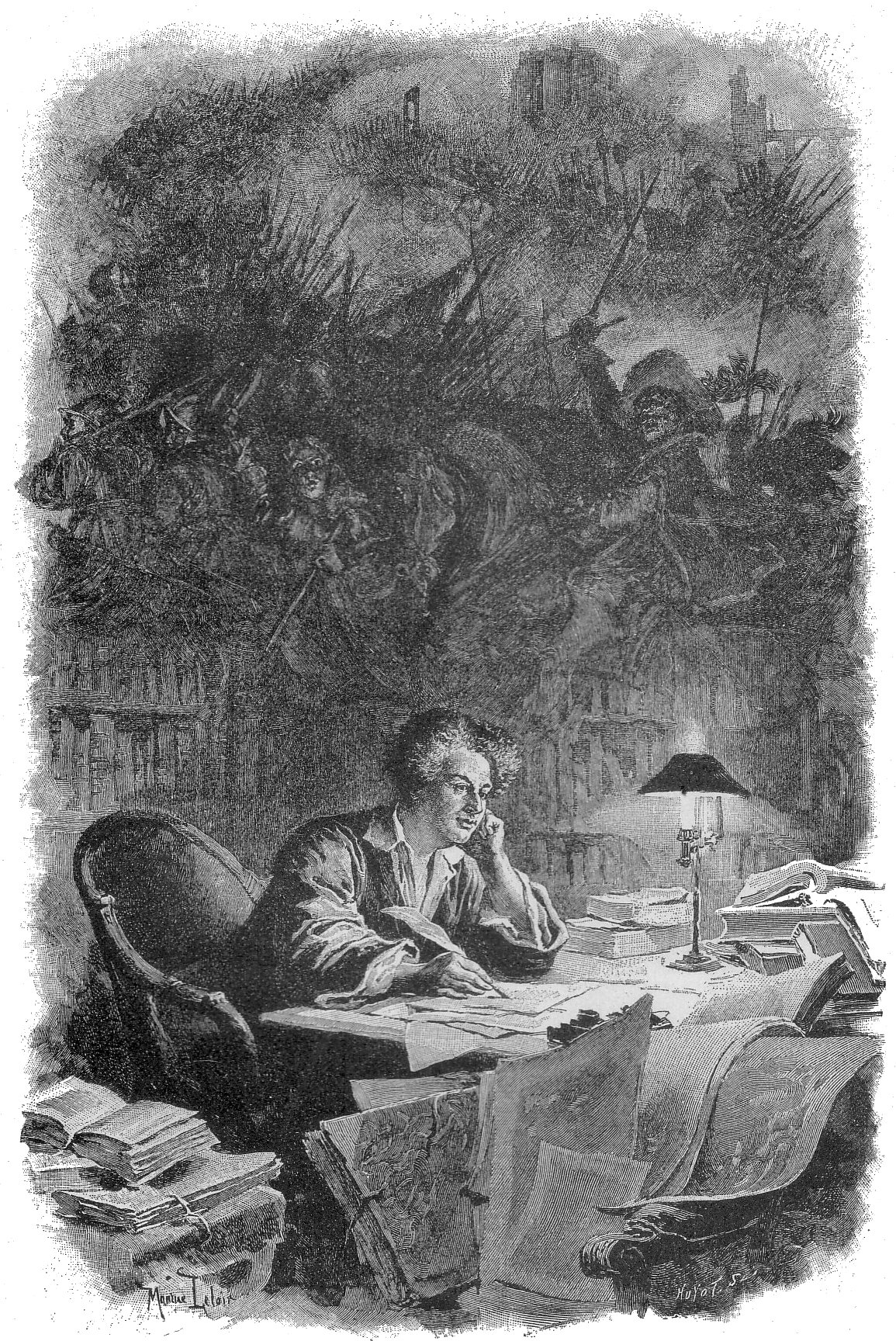
Дюма за работой (гравюра 1890-х годов)

Молодой автор был в восторге от своего успеха и предложил Дюма проект романа из времён регентства «Добряк Бюва». Дюма участвовал в его переработке, в окончательном варианте роман получил название «Шевалье д’Арманталь». Он был принят к публикации газетой «Ле Сьекль» скупившей все будущие произведения Дюма. Однако против того, чтобы «Шевалье…» был подписан обоими авторами, выступил редактор газеты, поэтому роман вышел как произведение Дюма. Вместе с Дюма Маке работал над «Тремя мушкетёрами», «Графом Монте-Кристо», «Королевой Марго», «Женской войной». Переписка Дюма и Маке свидетельствует, что вклад последнего в романы был значителен. Историк литературы Альбер Тибоде предлагал называть их Дюма-Маке, считая, что по примеру Эркмана-Шатриана, авторство романов должно обозначаться двойным именем.

Плодовитость Дюма вызывала изумление, а оглушительный успех его книг порождал зависть и многочисленных недоброжелателей. В 1845 году вышел памфлет Эжена де Мирекура «Фабрика романов „Торговый дом Александр Дюма и Ко“», где автор не только обвинял Дюма в том, что он безжалостно эксплуатирует «литературных негров», но и коснулся его частной жизни. Дюма подал на Мирекура в суд и выиграл процесс, однако ему не удалось пресечь распространение порочащих его слухов. В связи с выходом памфлета он просил Маке написать письмо, где тот отказывался от своих прав на переиздание книг, созданных вместе с Дюма. Маке, в частности, писал: 
Доброй дружбы и честного слова нам всегда было достаточно; так что мы, написав почти полмиллиона строк о делах других людей, ни разу не подумали о том, чтобы написать хоть одну строчку о наших делах. Но однажды вы нарушили молчание. Вы поступили так, чтобы оградить нас от низкой и нелепой клеветы … вы поступили так, чтобы публично объявить, что я написал в сотрудничестве с вами ряд произведений. Вы были даже слишком великодушны, дорогой друг, вы могли трижды отречься от меня, но вы этого не сделали — и прославили меня. Разве вы уже не расплатились со мной сполна за все те книги, что мы написали вместе?
Позднее, когда отношения с Дюма были испорчены, Маке утверждал, что написал письмо под нажимом. В 1858 году Маке подал в суд на Дюма, требуя признать своё соавторство при создании 18 романов, но проиграл один за другим три процесса. В последние дни жизни Дюма, уже будучи тяжело больным, говорил сыну о «тайных счётах» между ним и Маке. Сообщая Маке о смерти отца, Дюма-сын спрашивал, не было ли у соавторов особого соглашения. В письме от 26 сентября 1871 года тот уверял, что никаких «таинственных счётов» не было: 
В самом деле, дорогой Александр, Вы лучше кого бы то ни было знаете, сколько труда, таланта и преданности предоставил я в распоряжение Вашего отца за долгие годы нашего сотрудничества, поглотившего моё состояние и моё имя. Знайте также, что ещё больше вложил я в это дело деликатности и великодушия. Знайте также, что между Вашим отцом и мною никогда не было денежных недоразумений…
Помимо Маке, свои услуги предлагали Дюма маркиз де Шервиль и другие литераторы в качестве помощников. Так, «Две Дианы» и «Асканио» были написаны в соавторстве с  Полем Мёрисом. Мёрис причастен также к написанию готического романа «Замок Эпштейнов». Были известны среди соавторов также Поль Бокаж, Поль Лакруа и графиня Даш.
Вклад Маке (и других соавторов) в романы, подписанные Дюма, продолжает оставаться предметом дискуссий. В первую очередь Маке претендовал на соавторство «Трёх мушкетёров». Современные литературоведы эти претензии отвергают: главным аргументом служит тот факт, что Маке самостоятельно не сумел даже приблизиться к уровню этого шедевра исторической прозы. Но существование «фабрики» не вызывает сомнений: литературное наследие Дюма составляет сотни томов, и написать столько в одиночку (и даже продиктовать) физически было невозможно даже самому трудолюбивому и работоспособному автору, тем более за ту сравнительно недолгую жизнь, что прожил Дюма. Судя по всему, соавторы нанимались просто для скорости написания романов. Им зачитывалась история, которую хотел написать Дюма. Те писали предварительную заготовку текста (так называемую «рыбу»), на основе которой Александром писался конечный вариант романов. Это просто экономило время. Не все романы писались в соавторстве, но многие. Претензии Маке на авторство никем не признаны, в каком-то смысле можно и мемуары «Воспоминания господина д’Артаньяна, капитан-лейтенанта первой роты королевских мушкетёров» Гасьена де Куртиля де Сандра считать соавторством, на основе которых писался роман «Три мушкетёра», что выглядит несколько забавно. Письмо про то, что Дюма якобы не читал «Две Дианы» также могло относиться к предварительной заготовке Мериса. В общем-то, основывать выводы об авторстве можно было бы только на основе стилистической экспертизы, которой пока не проводилось. А те, что проводились при жизни Александра Дюма - свидетельствовали исключительно в его пользу, что уже доказывает правдивость всех аргументов в пользу именно его авторства всех романов.  

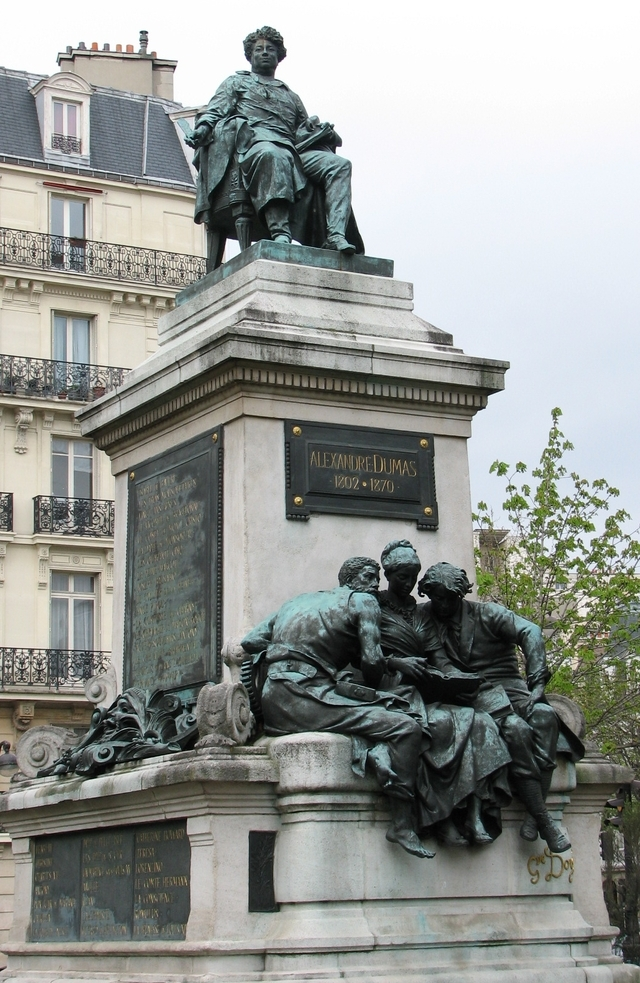
Памятник в Париже (1883)

В 2010 году вышел фильм «Другой Дюма» про его соавторство с Маке и начало их соперничества. О судьбе Маке рассказано в бестселлере Артуро Перес-Реверте «Клуб Дюма, или Тень Ришельё».

## Память
На площади генерала Катру в 17-м округе Парижа в 1883 году был установлен памятник писателю работы Густава Доре.
Именем Александра Дюма-отца названы:
- Улица Дюма — в городе Тбилиси, Грузия.
- Улица Дюма — в городе Ломоносов Петродворцового района Санкт-Петербурга, в историческом районе Мартышкино.
- Набережная Александра Дюма — в Монсоро, Франция.
- Улица и станция метро в Париже.
- Улица А. Дюма в Дербенте.
- Улица и переулки Дюма в Гудермес.
- Улица Александра Дюма в селе Верхний Каранай Буйнакского района Дагестана.

### Аудиокниги
- Моруа А. — Три Дюма. Читают Юрий Заборовский (21' 02") и Николай Козий (24' 50")
- Труайя А. — Александр Дюма. Вячеслав Задворных (22' 44")
- Шопп К. — Александр Дюма. Гений жизни. Михаил Росляков (37' 02")